# Ramburelles
Ramburelles település Franciaországban, Somme megyében. Lakosainak száma 260 fő (2022. január 1.). Ramburelles Biencourt, Cerisy-Buleux, Framicourt, Martainneville, Rambures, Saint-Maxent és Villeroy községekkel határos.

## Népesség
A település népessége az elmúlt években az alábbi módon változott:
| Lakosok száma | 258  | 269  | 277  | 280  | 280  | 284  | 276  | 268  | 260  |
|               | 2013 | 2015 | 2016 | 2017 | 2018 | 2019 | 2020 | 2021 | 2022 |